# Гармулевич, Марек
Марек Роберт Гармулевич (пол. Marek Robert Garmulewicz; род. 22 января 1968 года, Мозгава, Польша) — польский борец вольного стиля и тренер. Трёхкратный чемпион Европы, призёр чемпионатов мира.

## Спортивная карьера
- Серебряный призёр чемпионата мира (1998), бронзовый призёр чемпионата мира (1999).
- Чемпион Европы (1994, 1996, 2000), серебряный призёр чемпионатов Европы (1997, 1998).
- Участник Олимпийских игр 1992 года в Барселоне (7-е место), Олимпийских игр 1996 года в Атланте (5-е место), Олимпийских игр 2000 года в Сиднее (4-е место), Олимпийских игр 2004 года в Афинах (11-е место).
- Победитель турнира Кубок пяти континентов ФИЛА (1998).

## Тренерская карьера
По окончании спортивной карьеры стал тренером. Был главным тренером, помощником главного тренера сборной Польши по вольной борьбе.
В 2019 году — главный тренер молодёжной сборной Польши по вольной борьбе.